# Help Wanted – Male
Help Wanted – Male er en amerikansk stumfilm fra 1920 af Henry King.

## Medvirkende
- Blanche Sweet som Leona Stafford
- Henry King som Tubbs
- Frank Leigh som Clerk
- Mayme Kelso som Mrs. Dale
- Thomas Jefferson som Harris
- Jay Belasco
- Jean Acker som Ethel